# (35847) 1999 JJ61
1999 JJ61 (asteroide 35847) é um asteroide da cintura principal. Possui uma excentricidade de 0.25225000 e uma inclinação de 12.66353º.
Este asteroide foi descoberto no dia 10 de maio de 1999 por LINEAR em Socorro.